# Batalla de La Verde
La Batalla de La Verde (provincia de Buenos Aires, 26 de noviembre de 1874) fue un combate entre las fuerzas nacionales al mando del teniente coronel José Inocencio Arias y las revolucionarias, dirigidas por Bartolomé Mitre, que dio fin a la revolución de 1874 en la provincia de Buenos Aires.

## Antecedentes
La derrota electoral de Bartolomé Mitre en las elecciones de 1874 frente a Nicolás Avellaneda hizo estallar una revolución de su partido, con la excusa de que éste había triunfado gracias al fraude. El fraude había existido, pero lo habían usado ambos bandos y el propio candidato derrotado lo había utilizado varias veces en el pasado.
La fecha programada para la revolución era al día siguiente de la asunción de Avellaneda, ya que aceptaban como legal al gobierno de Sarmiento; pero como sus preparativos fueron descubiertos, se lanzaron a la rebelión antes de esa fecha. Poco después estallaba otra en San Luis y el sur de la provincia de Córdoba, dirigida por el general José Miguel Arredondo, que nunca llegó a coordinarse con la primera.
Por varias semanas, el grupo de Mitre, inicialmente dirigido por el general Ignacio Rivas, recorrió el sur de la provincia de Buenos Aires, reuniendo soldados de la frontera con los indios y voluntarios armados, hasta llegar a reunir casi 5000 hombres, incluidos muchos indios amigos. Pero las provincias que se habían comprometido a apoyarlo, especialmente Corrientes y Santiago del Estero, no se unieron a la revolución. Pese a haber conseguido varios éxitos parciales, sobre todo por deserción de las fuerzas leales, los hombres de Mitre no lograban hacerse fuertes en ninguna ciudad.

## Desarrollo

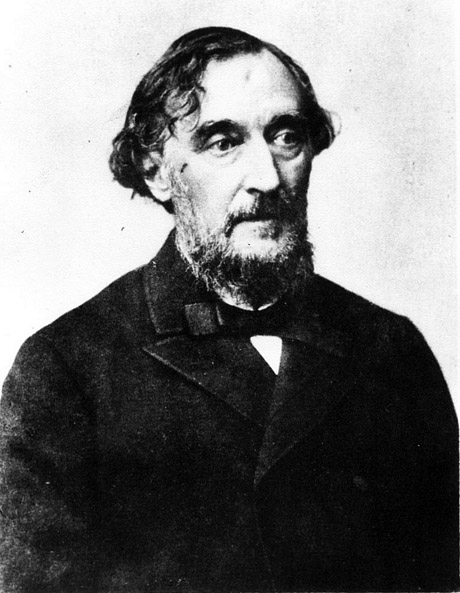
Fotografía de Mitre durante la década de 1870.

Cuando se dirigían al norte de la provincia, se encontraron con el Regimiento de Infantería número 6 "Arribeños", al mando de su jefe, el teniente coronel José Inocencio Arias, que se había dirigido al frente de combate sin saber dónde estaba el enemigo, y había quedado muy adelantado. Sorprendido por la cercanía del ejército rebelde, se había parapetado con sus 900 hombres en la estancia La Verde (cerca del actual pueblo de Del Valle, partido de Veinticinco de Mayo), aprovechando las instalaciones rurales y cavando rápidamente varias fosas defensivas.
La desventaja numérica de Arias podía ser compensada solo por la mejor capacidad de fuego de su infantería, la excelente posición defensiva, y la disciplina profesional de sus hombres del 6 de Infantería, veteranos de la guerra del Paraguay.
Mitre supuso que la diferencia numérica era suficientemente amplia como para asegurarle la victoria, y ordenó un ataque en masa de todos sus hombres, la enorme mayoría de los cuales eran de caballería. Tras cuatro horas de lucha, sin embargo, había perdido más de mil hombres, incluyendo varios oficiales superiores, entre los cuales el más destacado fue el coronel Francisco Borges (de quien se dice que se hizo matar al ver que eran derrotados), abuelo del escritor Jorge Luis Borges y amigo personal de Arias.

## Consecuencias
Mitre, derrotado, se trasladó a Junín, donde permaneció unos días en la casa de su amigo Narbondo. Pero Arias se dirigió hacia allí, forzándolo a capitular. Poco después, Arredondo era derrotado y apresado en la batalla de Santa Rosa, con lo que la revolución fracasaba y el gobierno de Avellaneda podía continuar su curso en paz.
Curiosamente, los hombres de Mitre habían logrado aplastar todas las revoluciones que habían estallado en su contra durante su gobierno gracias a la superioridad de armamento de su infantería en las batallas, frente a numerosos montoneros que los cargaban de frente; pero, al parecer, nunca entendió por qué los había derrotado. De otra forma, no se explica cómo hizo exactamente lo mismo que había llevado a la derrota a sus enemigos.
Arias fue premiado con el ascenso a coronel; llegaría a ser general y gobernador de la provincia de Buenos Aires. La carrera política de Mitre pasó a un franco segundo plano desde entonces, convertido en una especie de leyenda histórica viviente, que distintos grupos usaron para sus propios fines; pero nunca realmente volvió a reunir apoyos personales tan importantes como hasta esa fracasada revolución. En cuanto a Rivas, su carrera llegó ese día a su fin, y moriría seis años más tarde en un cargo administrativo secundario.